# Albisgütlibahn
| Ehemaliger Triebwagen der Albisgütlibahn in Innsbruck (1977) |                     |                                        |                                        |
| |                     |                                        |                                        |
| Streckenlänge: | 1,158 km            |                                        |                                        |
| Spurweite: | 1000 mm (Meterspur) |                                        |                                        |
| Stromsystem: | 600 =               |                                        |                                        |
| Maximale Neigung: | 60 ‰                |                                        |                                        |
| |                     |                                        |                                        |
| \| \| 0,000 \| Übergang zur Sihltalbahn \| Übergang zur Sihltalbahn \| \| \| 1,158 \| Albisgüetli \| Albisgüetli \| \| \| \| Abstellgleise in der Schweighofstrasse \| \| |                     |                                        |                                        |
| Kopfbahnhof Streckenanfang | 0,000               | Übergang zur Sihltalbahn               | Übergang zur Sihltalbahn               |
| Bahnhof | 1,158               | Albisgüetli                            | Albisgüetli                            |
| Betriebs-/Güterbahnhof Streckenende |                     | Abstellgleise in der Schweighofstrasse | Abstellgleise in der Schweighofstrasse |

Die Albisgütlibahn (AGB) war eine Strassenbahngesellschaft in der Schweiz, die auf dem Stadtgebiet von Zürich verkehrte. Sie wurde 1907 gegründet und war eine von acht Vorgängergesellschaften der heutigen Verkehrsbetriebe Zürich (VBZ). Anlässlich des Eidgenössischen Schützenfestes errichtet, war die Bahn während fast ihres gesamten Bestehens unrentabel. Ihre Infrastruktur ging 1925 im Zürcher Strassenbahnnetz auf.

## Geschichte
Bereits 1894 war die Übernahme der Strassenbahnbetriebe durch die Stadt Zürich in einer Volksabstimmung beschlossen und zwei Jahre später vollzogen worden, doch auch danach entstanden private Tramgesellschaften. Sie erschlossen Gebiete, an denen die Städtische Strassenbahn Zürich (StStZ, heutige VBZ) angesichts knapper finanzieller Mittel vorerst kein Interesse zeigte. Als letzte dieser privaten Gesellschaften wurde 1907 die Albisgütlibahn gegründet. Sie geht auf die Initiative der Organisatoren des Eidgenössischen Schützenfestes zurück, das auf dem Schiessplatz Albisgüetli stattfand. Um die Besucher zum Festgelände zu bringen, prüften sie einen Busbetrieb und den Bau einer Zweigstrecke der Uetlibergbahn, entschieden sich aber letztlich für eine Strassenbahn. Sie hofften, dass sie nach dem Fest die Überbauung des Gebiets fördern würde.
Am 29. Juni 1907 eröffnete die AGB die 1,158 Kilometer lange meterspurige und mit 600 Volt Gleichstrom elektrifizierte Strecke zwischen dem Bahnübergang der Sihltalbahn und dem Albisgüetli. Der Bahnübergang⊙ befand sich am Ende der heutigen Bubenbergstrasse (nahe der Haltestelle Saalsporthalle). Die Endstation Albisgüetli befand sich bei der heutigen Haltestelle Strassenverkehrsamt, in der Schweighofstrasse waren Abstellgleise verlegt. Die Strecke verlief durch die Giesshübelstrasse und die Uetlibergstrasse. Die StStZ begnügte sich damit, eine 262 Meter lange Anschlussstrecke von der Utobrücke zum Bahnübergang zu errichten.
Die AGB verzeichnete während des Schützenfestes 260'000 Fahrgäste, im gesamten ersten Betriebsjahr 305'000. Die in die Strassenbahn gesetzten Hoffnungen erfüllten sich in den folgenden Jahren nicht. Die AGB diente fast ausschliesslich dem Ausflugsverkehr, im Winter 1907/08 wurde sie von durchschnittlich 30 Fahrgästen täglich genutzt. Ab 1908 war der Betrieb auf die Sommermonate beschränkt, ab 1913 auf die Sommerwochenenden, ab 1915 auf Sonntage im Sommer. Erst in der Zwischenkriegszeit zog die Wohnbautätigkeit deutlich an, was die Strecke für die StStZ interessant machte. Am 1. Juli 1925 ging die AGB in den Besitz der städtischen Gesellschaft über, ein Jahr später wurde die Strecke zur heutigen Endstation Albisgüetli verlängert.

## Fahrzeuge

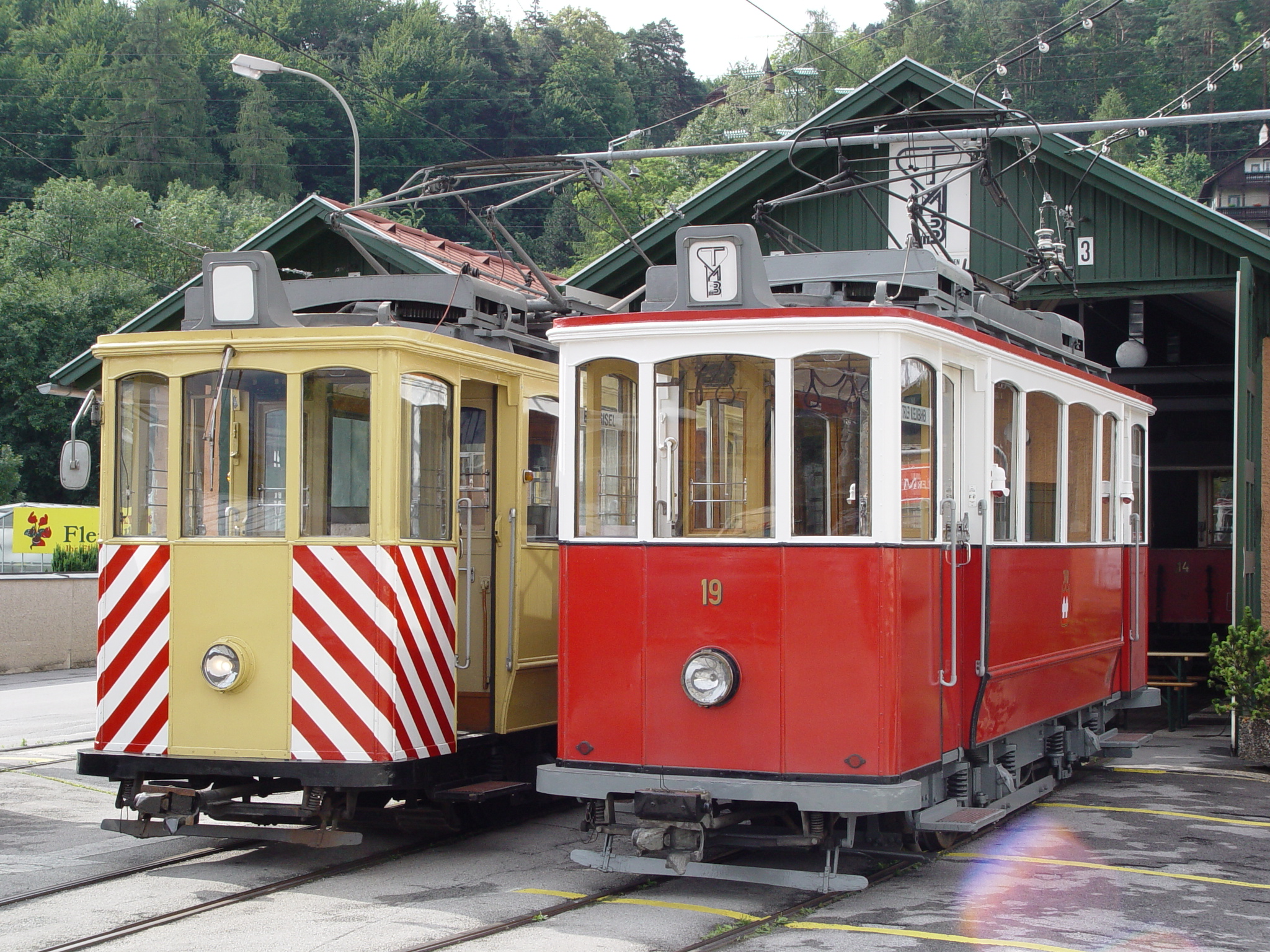
Schleifwagen und Triebwagen (ehemals AGB) im Jahr 2007 in Innsbruck

Die Albisgütlibahn beschaffte bei der Schweizerischen Wagonsfabrik Schlieren und der Maschinenfabrik Oerlikon fünf zweiachsige Motorwagen (Ce 2/2 1–5), auf die Beschaffung von Anhängern verzichtete sie. Untergebracht waren die Fahrzeuge, die 18 Sitz- und 24 Stehplätze boten, im Depot Möslistrasse der StStZ. Sie waren 8,2 Meter lang und 2,2 Meter breit, ihr Gewicht betrug 12,8 Tonnen. 1912 und 1913 wurden zwei Wagen an die Strassenbahn Meiringen–Aareschlucht vermietet. 1925 übernahm die StStZ alle fünf Wagen und modernisierte sie in den 1930er Jahren (neue Fahrschalter und Motoren, grösserer Achsstand). 1954 verkaufte sie vier Wagen (Nr. 1, 3–5) an die Innsbrucker Strassenbahn. Dort wurde eines der Fahrzeuge 1971 zu einem Schleifwagen umgebaut, während zwei weitere 1977 an die Kärntner Museumsbahnen (Gurktalbahn) abgegeben wurden. Der verbleibende Triebwagen ist seit 1988 im Besitz der Tiroler Museumsbahnen (siehe auch Fahrzeuge der Innsbrucker Strassenbahn). Der Schleifwagen war bis 2007 im Einsatz (zuletzt auf der Stubaitalbahn) und steht heute in Ferlach im Historama der Nostalgiebahnen in Kärnten.
Der fünfte AGB-Wagen (Nr. 2) ging 1953 an die Bex-Villars-Bretaye-Bahn für die Personenbeförderung auf den flach verlaufenden Teilstrecken Bex–Bévieux und Gryon–Chesières. Er diente ab den 1970er Jahren als Dienstwagen und stand danach einige Jahre still, bis ihn das Tram-Museum Zürich 2006 in seine alte Heimat zurückholte.